# Zwartrugdoornsnavel
De zwartrugdoornsnavel (Ramphomicron dorsale) is een vogel uit de familie Trochilidae (kolibries). De vogel werd in 1880 door de Britse dierkundigen Osbert Salvin en Frederick DuCane Godman geldig beschreven. Het is een bedreigde, endemische vogelsoort in Colombia.

## Kenmerken
De vogel is 9 tot 10 cm lang en heeft een relatief korte, licht gebogen zwarte snavel. Van boven is het mannetje zwart met een zijde-achtige glans, de staart is paars aan de uiteinden en er zijn olijfgroene keelveren. Van onder is het mannetje donkergrijs met lichtbruine en groene stippels. Beide geslachten hebben achter het oog een klein wit vlekje. Het vrouwtje is glanzend groen van boven en van onder bleek lichtbruin tot bijna wit.

## Verspreiding en leefgebied
Deze soort is endemisch in noordoostelijk Colombia. De leefgebieden zijn de randen van montaan, vochtig bos op hoogten tussen 2000 en 4600 meter boven zeeniveau. De vogels leven vooral van de nectar uit heide-achtige vegetatie.

## Status
De zwartrugdoornsnavel heeft een beperkt verspreidingsgebied en daardoor is de kans op uitsterven aanwezig. De grootte van de populatie is niet gekwantificeerd, maar het habitatverlies is aanzienlijk. Het leefgebied wordt aangetast door ontbossing waarbij natuurlijk bos en andere vegetatie wordt afgebrand en omgezet in gebied voor agrarisch gebruik zoals beweiding. Om deze redenen staat deze soort als bedreigd op de Rode Lijst van de IUCN.